# Masindi
Masindi  este un oraș  în  Uganda. Este reședinta  districtului Masindi.